# Олимпийский комитет Туркменистана
Национальный олимпийский комитет Туркменистана — организация, представляющая Туркменистан в международном олимпийском движении. Основан в 1990 году; зарегистрирован в МОК в 1993 году.
Штаб-квартира расположена в Ашхабаде. Является членом Международного олимпийского комитета, Олимпийского совета Азии и других международных спортивных организаций. Осуществляет деятельность по развитию спорта в Туркменистане.

## Общие сведения
Национальный олимпийский комитет Туркменистана был создан в 1990 году и признан Международным олимпийским комитетом в 1993 году.
Туркменистан впервые приняла участие на Олимпийских играх в качестве независимого государства в 1996 году, и с тех пор отправляет спортсменов на все олимпиады.
Ранее туркменские атлеты соревновались в составе команды Советского Союза на Олимпийских играх, а после распада Советского Союза Туркменистан был частью единой команды на олимпиаде 1992 года. Первую в истории медаль летних Олимпийских игр принесла Туркменистану Полина Гурьева, выступавшая в состязаниях по тяжёлой атлетике. Полина завоевала «Серебро» в весовой категории до 59 килограммов, в которой боролись представительницы 14 стран.

## Основные цели и задачи
Основной целью НОКТ является развитие и защита Олимпийского Движения в Туркменистане на основе Олимпийской Хартии.

## Руководство
1. Президент — Сердар Бердымухамедов

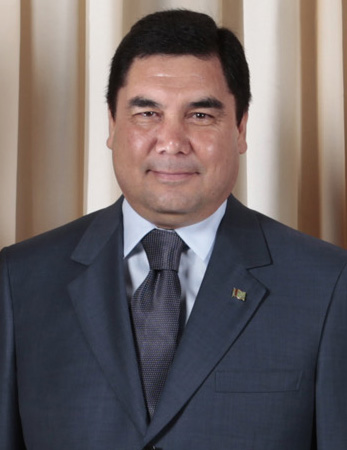
Президент НОКТ — Гурбангулы Мяликгулыевич Бердымухамедов

2. Вице-президент — Гулмырат Агамурадов
3. Генеральный секретарь — Ата Акмаммедов